# Fuerza Aérea Finlandesa
La Fuerza Aérea Finlandesa  (en finés: Suomen ilmavoimat, en sueco: Finlands flygvapen) es la rama aérea de las Fuerzas Armadas de Finlandia. Fue creada en 1918 como Cuerpo de Aviación del Ejército, convirtiéndose en fuerza aérea independiente en 1928.

## Historia

Escarapela utilizada por Finlandia desde 1918 hasta 1945.

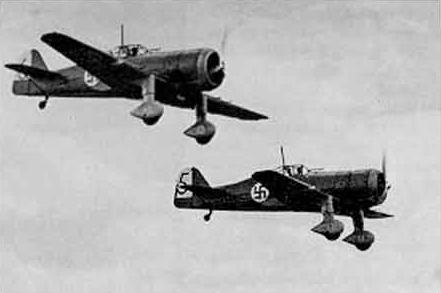
Aviones Fokker D.XXI de la Fuerza Aérea Finlandesa durante la Segunda Guerra Mundial.

## Aeronaves y equipamiento
La Fuerza Aérea Finlandesa cuenta con las siguientes unidades:
| Aeronave                        | Origen                   | Tipo                                   | Versiones       | En servicio | Notas                                     |
| Aviones                         | Aviones                  | Aviones                                | Aviones         | Aviones     | Aviones                                   |
| ------------------------------- | ------------------------ | -------------------------------------- | --------------- | ----------- | ----------------------------------------- |
| McDonnell Douglas F/A-18 Hornet | Estados Unidos Finlandia | Avión de caza polivalente              | F/A-18CF/A-18D  | 557         |                                           |
| BAE Hawk                        | Reino Unido Finlandia    | Avión de entrenamiento y ataque ligero | Mk.51Mk.66      | 4718        |                                           |
| Valmet L-70 Vinka               | Finlandia                | Avión de entrenamiento                 | L-70            | 28          |                                           |
| Learjet 35                      | Estados Unidos           | Avión de transporte                    | A/S             | 3           |                                           |
| CASA C-295                      | España                   | Avión de transporte                    | C-295M          | 3           |                                           |
| Fokker F27                      | Países Bajos             | Avión de transporte                    | F27-100F27-400M | 1           |                                           |
| Valmet L-90 Redigo              | Finlandia                | Avión de enlace                        | L-90            | 9           |                                           |
| Pilatus PC-12                   | Suiza                    | Avión de enlace                        | PC-12NG         | 6           |                                           |
| Piper PA-31-350 Chieftain       | Estados Unidos           | Avión de enlace                        | S               | 6           | En proceso de baja en favor de los PC-12. |

## Galería de imágenes

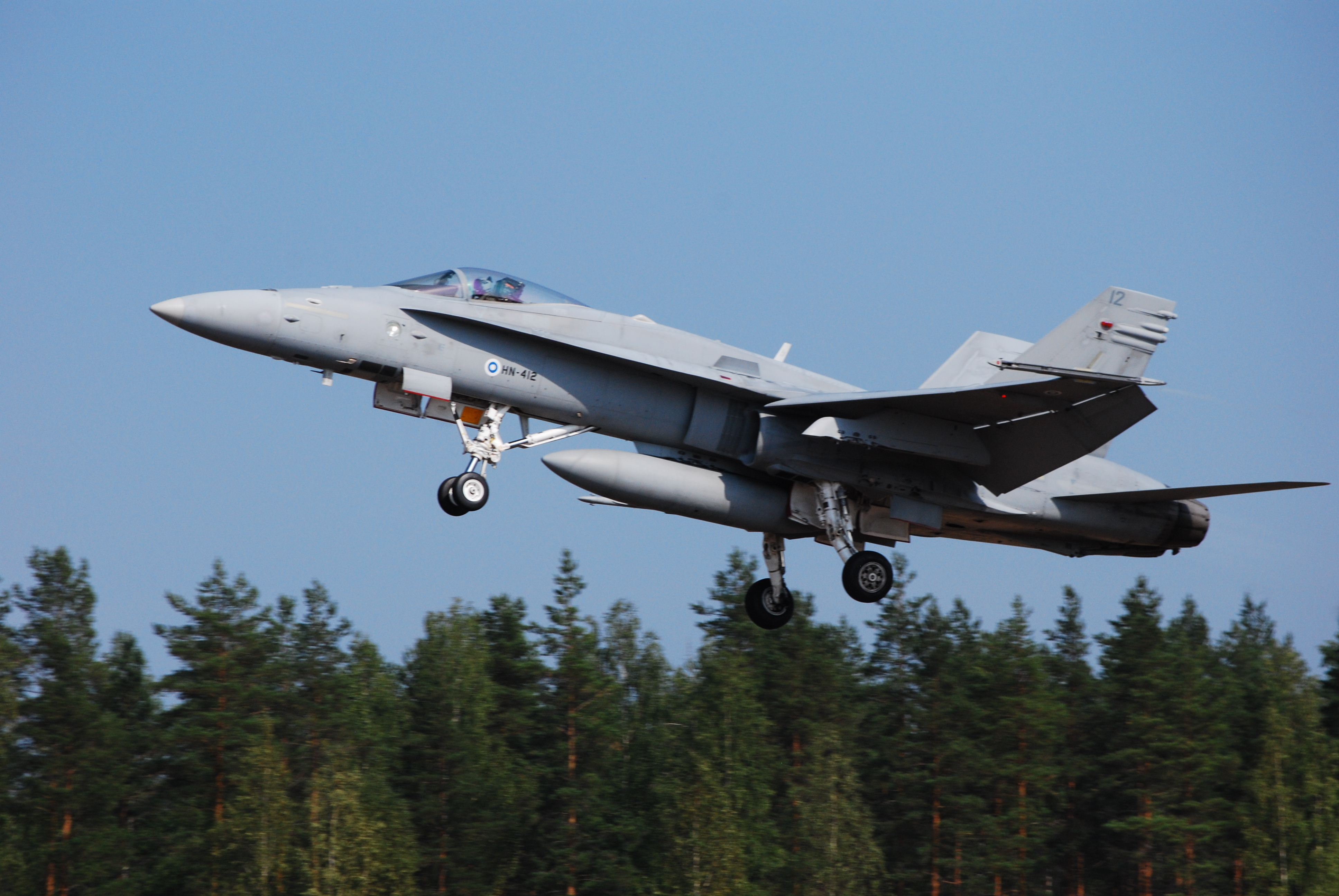
McDonnell Douglas F/A-18 Hornet
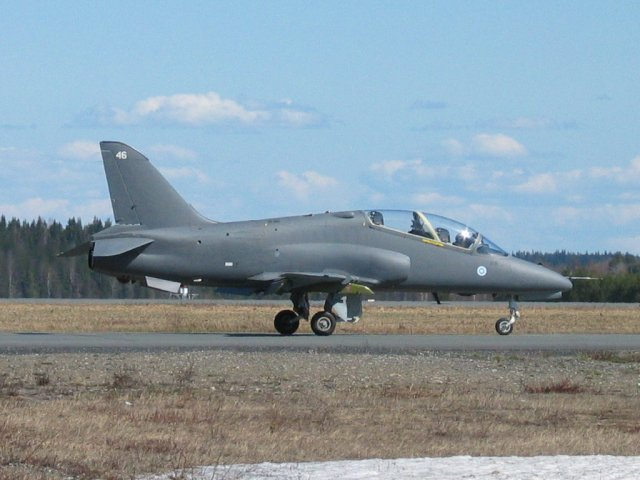
BAE Hawk
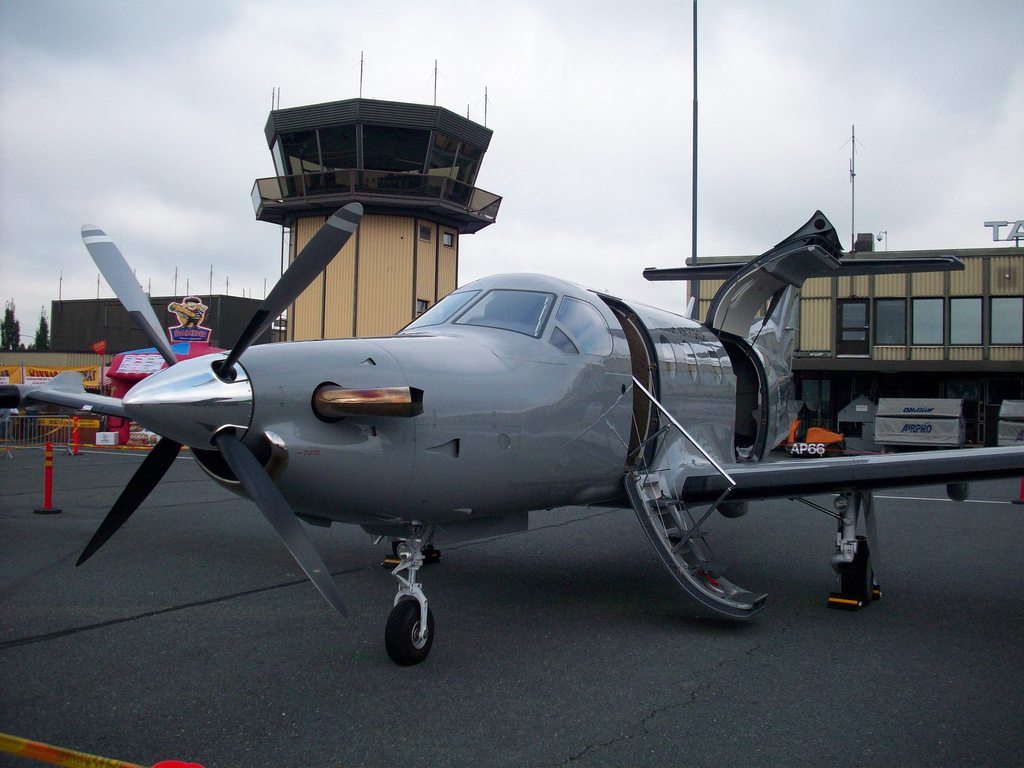
Pilatus PC-12
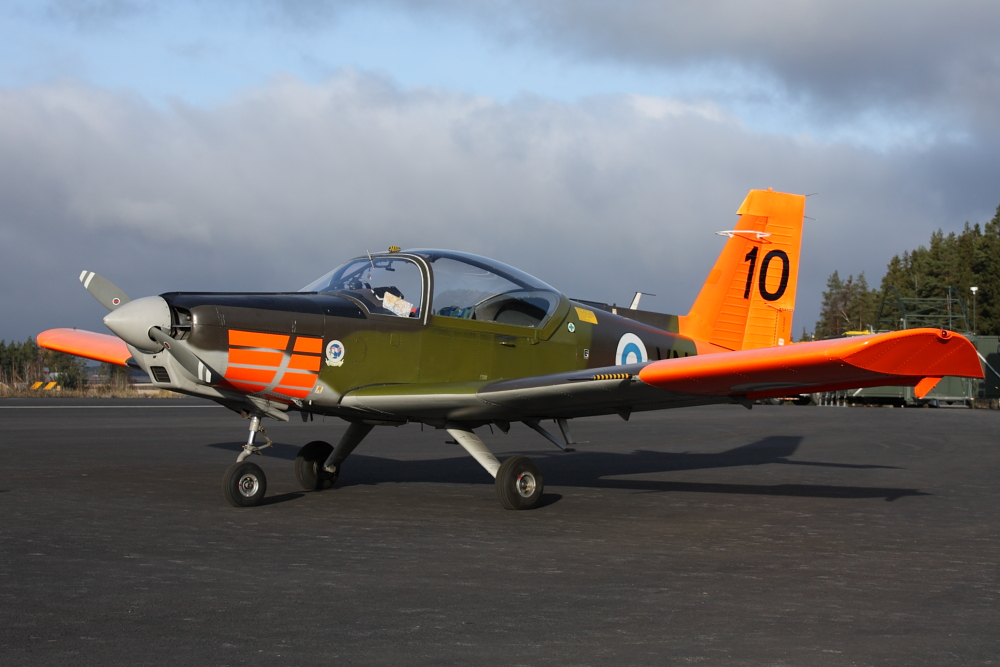
Valmet L-70 Vinka